# NGC 1907
NGC 1907 ist ein offener Sternhaufen im Sternbild Fuhrmann. Er befindet sich nur etwa 30' südlich von M38. Der am 17. Januar 1787 von Friedrich Wilhelm Herschel entdeckte Sternhaufen besitzt einen Durchmesser von 6' und eine scheinbare Helligkeit von 8,2 mag.